# Frederik Willem Morren
Frederik Willem Morren (Hilvarenbeek, 13 mei 1842 – Amsterdam, 24 november 1908) was een Nederlands planter en politicus.
Hij werd geboren als zoon van Johannes Gerardus Morren (*1802, commies) en Maria Wijnandina Groenen (*1802). Hij trouwde in 1873 in Soerabaja (toenmalig Nederlands-Indië) met Johanna Charlotte Auguste Amalie van Haasen met wie hij meerdere kinderen kreeg. In die periode was hij administrateur van koffie-onderneming Bantaran. Zijn echtgenote overleed in 1887 waarna hij in 1893 in Amsterdam trouwde met Elisabeth Veltman.
Later ging hij in Suriname wonen waar hij planter/gezagvoerder was bij de suikerplantage La Liberté. 
Bij de parlementsverkiezingen van 1902 werd hij verkozen tot lid van de Koloniale Staten. Begin 1905 stapte hij op als Statenlid en verliet Suriname.
Morren overleed in 1908 op 66-jarige leeftijd.